# Феріц
Феріц (нім. Föritz) — громада в Німеччині, розташована в землі Тюрингія. Входить до складу району Зоннеберг.
Площа — 32,13 км2. Населення становить Невірний параметр metadata 16 072 005 ос. (станом на 31 грудня 2021).